# جامعة ميامي

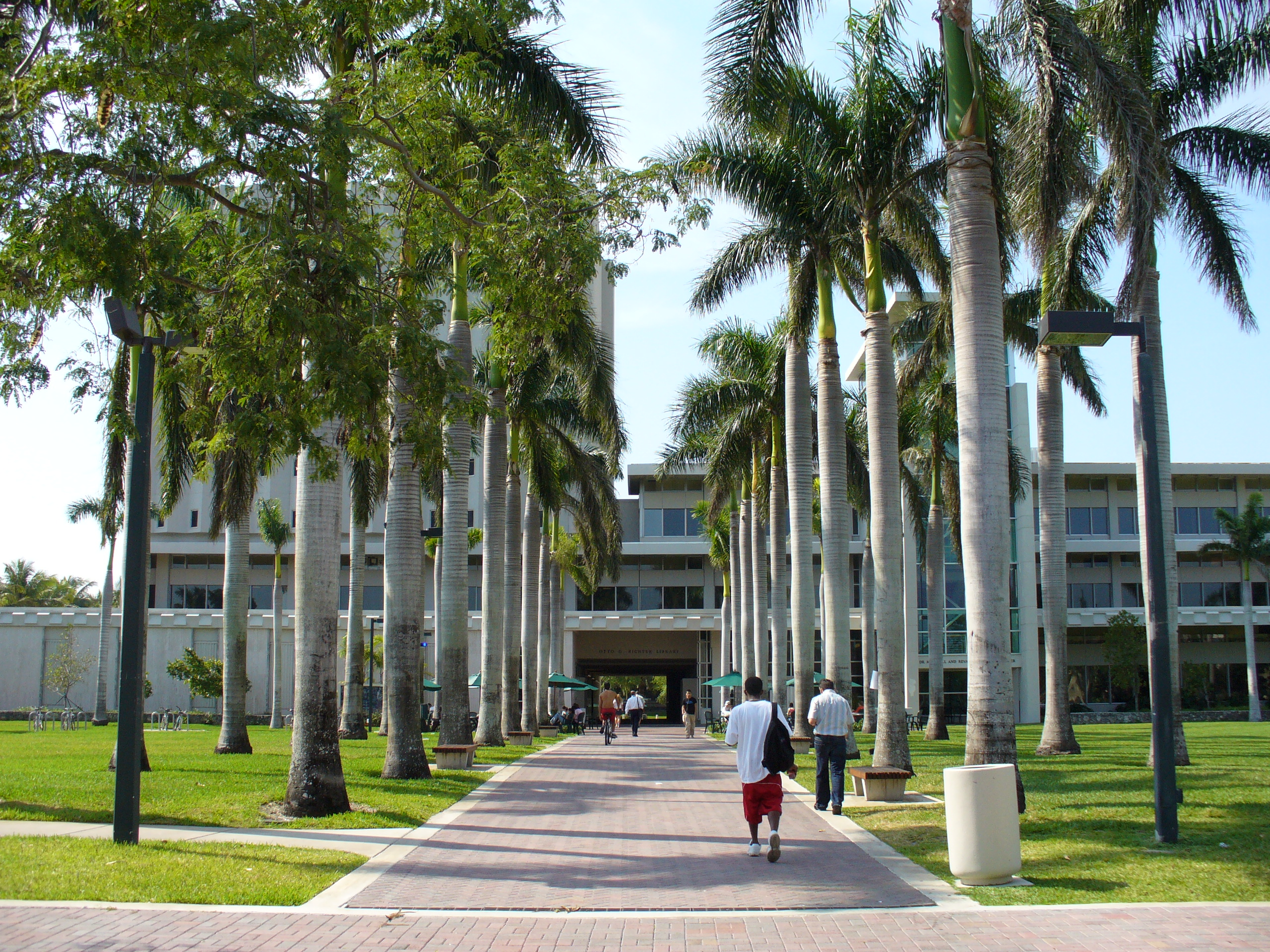
مكتبة أوتو ريختر.

جامعة ميامي، هي إحدى الجامعات في الولايات المتحدة الأمريكية، الواقعة في ولاية فلوريدا وتحديدًا في مدينة ميامي. ترأسها دونا شلالا منذ 2001.
بلغ في عام 2009 عدد التلاميذ في الجامعة 15629 تلميذ، موزعين على 12 كلية منفصلة، منها كليَتي الطب والحقوق، هذه الكليات تخرج سنويًا حوالي 115 طالب بشهادة بكالوريوس، و114 بشهادة ماجستير، و51 دكتوراه. درس في الجامعة على مر السنين طلابًا من كل الولايات الأمريكية ومن 150 دولة أجنبية.-ويبلغ عدد أعضاء هيئة التدريس 13 ألف مدرس.
تنفق الجامعة على البحث حوالي 326 مليون دولار سنويًا، كما أنها تمتلك مكتبة ضخمة تحتوي على 3,1 مليون مجلد. وتقدم الجامعة العديد من الأنشطة الطلابية المختلفة، وتمتلك نادٍ لكرة القدم فاز بالبطولة 5 مرات.

## الخريجين البارزين
يشمل الخريجين من جامعة ميامي عدد من الشخصيات البارزة، بما في ذلك الفنانين مثل الممثلين والموسيقيين؛ الرياضيين من دوري البيسبول، والرابطة الوطنية لكرة القدم، والرابطة الوطنية لكرة السلة، وكبار المسؤولين التنفيذيين من مختلف الشركات والعلماء. وتشمل القائمة الشخصيات التالية:
- الممثل راي ليوتا
- الممثل سلفستر ستالون
- المغني انريكيه اغليسياس
- المحلل السياسي والإداري مايكل جونز
- رئيس نادي الهلال فهد بن نافل